# لويس لورا
لويس لورا (بالإسبانية: Luis Eduardo Lora)‏ هو لاعب كرة قدم كولومبي في مركز الدفاع، ولد في 13 مارس 1989 في كولومبيا. لعب مع ديبورتيفو باستو.